# Olimpia (imię)
Olimpia – imię żeńskie pochodzenia greckiego. Wywodzi się od słowa oznaczającego "mieszkanka Olimpu". Najważniejszą patronką tego imienia jest Olimpia, wdowa (IV/V wiek).
Olimpia imieniny obchodzi 28 stycznia, 15 kwietnia, 25 lipca (dawniej 17 grudnia).
Znane osoby noszące imię Olimpia:
- Święta Olimpia (366-408) – mniszka, diakonisa bizantyjska
- Olimpia Ajakaiye – polska prezenterka telewizyjna
- Olimpia Bartosik-Wiśniewska – polska szachistka
- Olimpia de Gouges – pisarka francuska
- Olympia Dukakis – aktorka amerykańska
- Olimpia Górska-Żukowska – polska dziennikarka
- Olimpia Mancini – hrabina francuska
- Olympia Snowe – amerykańska polityk
- Anna Olimpia Mostowska – powieściopisarka polska

Męski odpowiednik: Olimpiusz
Zobacz też:
- (582) Olympia – planetoida
- Olimpia w starożytnej Grecji
- Club Olimpia